# Brado (film)
Brado è un film del 2022 diretto ed interpretato da Kim Rossi Stuart.

## Trama
Il giovane Tommaso non vede da lungo tempo suo padre, Renato, con il quale ha un rapporto estremamente conflittuale e irrisolto. Renato vive in un ranch isolato in Toscana, dove gestisce un allevamento di cavalli e una scuola di equitazione. È dove il ragazzo e la sorella Viola sono cresciuti senza madre. Il nomignolo di quel luogo è l'emblematico “Brado”. Quando Renato si frattura un braccio, cadendo da cavallo, Tommaso si trova costretto ad aiutare il padre a portare avanti il ranch di famiglia che sempre ha odiato.
I due si ritrovano per addestrare un cavallo recalcitrante per poi portarlo a vincere una competizione di cross-country, ma allo stesso tempo proveranno a sciogliere quel grumo di rabbia, ostilità e rancore che ha impedito loro per tanto tempo di essere vicini. È un difficile percorso a ostacoli quello che deve compiere il cavallo, ma anche quello che devono affrontare i due per ricostruire l'amore e la vicinanza che avevano perduto con lontananza della madre.

## Distribuzione
Presentato al Festival del Cinema di Roma, il film è stato distribuito nelle sale cinematografiche italiane dal 20 ottobre 2022.